# مزرعه محمودی
مزرعه محمودی یک منطقهٔ مسکونی در ایران است که در دهستان ایلات قاقازان غربی واقع شده‌است. مزرعه محمودی ۱۴۳ نفر جمعیت دارد. روستای مزرعه محمودی، در نزدیکی جاده قزوین-رشت و در فاصله ۳۵ کیلومتری از قزوین و ۶ کیلومتری از کوهین واقع شده است. مردم این روستا مانند شهر کوهین به زبان ترکی آذربایجانی صحبت می‌کنند.